# Angry Beards
Angry Beards je česká značka kosmetiky pro muže, která pochází z Třebíče. Společnost vznikla v roce 2017.
Produkty firmy jsou kosmetické výrobky na vlasy, vousy, parfémy, krémy, sprchové gely i intimní pánská kosmetika. Dále firma nabízí také dámskou kosmetiku pod značkou Busy B.

## Historie

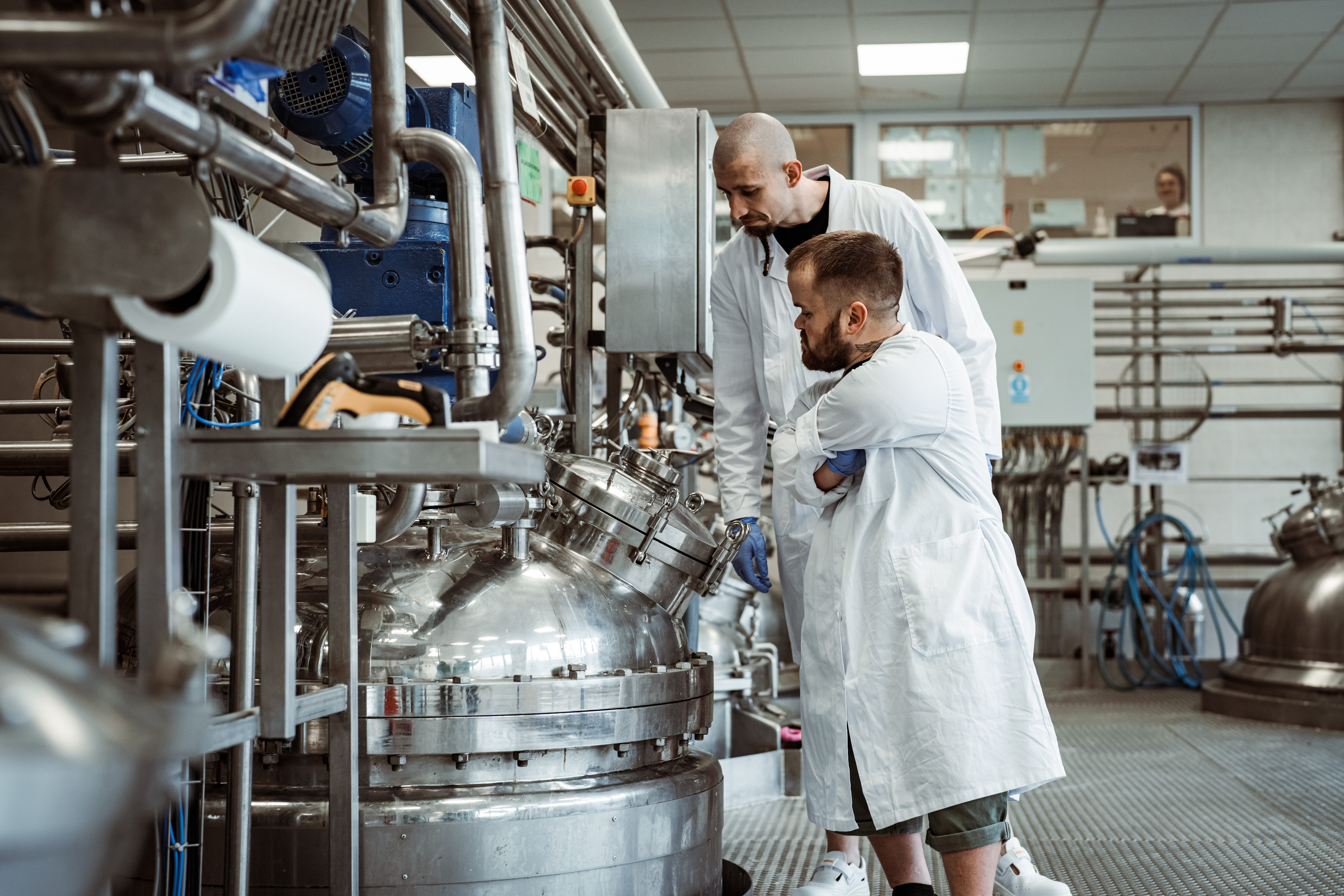
Laboratoř Angry Beards v Třebíči

Společnost Angry Beards byla založena v roce 2017 Tomášem Čechem, v době jeho studií na vysoké škole. V první fázi nabízela firma celkem čtyři kosmetické přípravky na vousy. V roce 2019 firma expandovala do Polska a na Slovensko.
V roce 2021 měla společnost 40 zaměstnanců a dále rostla. O rok později proto do Angry Beards vstoupili první soukromí investoři a firma koupila novou halu s 15 000 m² plochy, do níž se má v roce 2024 nastěhovat.[potřebuje aktualizovat] V roce 2023 ve společnosti Angry Beards pracovalo přes 80 lidí. Vznikla samostatná značka kosmetiky pro ženy Busy B a otevřel se první kamenný obchod v pražské nákupní galerii Myslbek. Tržby společnosti dosáhly téměř 250 milionů korun.
Firma v marketingové komunikaci používá humor podtržený sloganem „Kosmetika, co má koule“.
V roce 2024 získalo 11 vybraných zaměstnanců část vyčleněného 8% podílu na společnosti, čímž se stali spolumajiteli společnosti Angry Beards. Dosud bylo rozděleno 4,15 % firmy. Zakladatel Tomáš Čech se jako 29letý podnikatel umístil ve výběru Forbes 30 pod 30 pro rok 2024. V roce 2025 společnost odkoupila českou společnost vyrábějící kosmetiku Aromatica.